# Münchner Merkur

Logo der Website

Ehemaliges Logo

Der Münchner Merkur ist eine bayerische Abonnement-Zeitung mit Sitz in München und gehört zur Mediengruppe Münchner Merkur/tz des westfälischen Verlegers Dirk Ippen. Die verkaufte Auflage beträgt 155.521 Exemplare, ein Minus von 24,9 Prozent seit 1998. Zusammen mit dem Oberbayerischen Volksblatt, das den Mantelteil übernimmt, sind es 218.656 Exemplare. Die politische Grundhaltung des Blattes ist konservativ.

## Geschichte

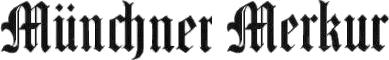
Zeitungskopf des Merkur bis ca. 1990er Jahre

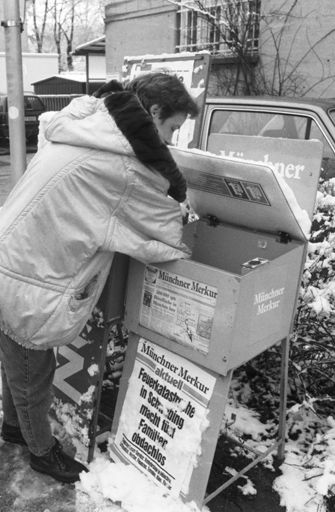
Stummer Verkäufer (1992)

Der Münchner Merkur war 1946 nach der Süddeutschen Zeitung die zweite zugelassene Zeitung in München. 1968 wurde als Ableger die Boulevardzeitung tz auf den Markt gebracht.
Die erste Ausgabe der ursprünglich Münchner Mittag genannten Zeitung erschien am 13. November 1946 mit einer Lizenz der Militärregierung in der amerikanischen Besatzungszone. Einer der Mitbegründer und -herausgeber sowie Chefredakteur der ersten Stunde war Felix Buttersack, der über Jahrzehnte hinweg eine zentrale Figur der Münchner Medienlandschaft war.
Wolfgang Huck, als Erbe seines Vaters August Huck der Leiter des Verlagskonzerns der Familie, nahm nach dem Ende des Zweiten Weltkriegs die Druckerei des Münchner Zeitungsverlags (Münchner Zeitung) wieder in Betrieb; 1953 fusionierte seine Firma mit dem Verlag des Münchner Merkurs und übernahm die Führung des Unternehmens.
Hauptgesellschafter des Münchner Zeitungsverlags war dann, wie schon vor dem Krieg bei der Münchner Zeitung, die Verlegerfamilie Huck, vertreten nach dem Tod von Wolfgang Huck (22. Januar 1967) durch Herausgeber Andreas Huck mit 50 Prozent der Anteile, vor Mitherausgeber Felix Buttersack mit 37,5 Prozent und Mitherausgeber Ludwig Vogl mit 12,5 Prozent, so der Stand im Jahre 1974. Konzerngründer August Huck hatte 1905 auch die Württemberger Zeitung gegründet. Davon ist noch ein Rest in der Familie, in Form eines Anteils unter den "sonstigen Personen" an der Südwestdeutsche Medien Holding (SWMH) verblieben; heute (2016) hält eine Sylvie Huck einen kleinen Anteil von 0,52 Prozent.
Im August 1976 vereinbarten die drei Gesellschafter des Verlags mit der Axel Springer AG, diesen mit einem Anteil von 24,9 Prozent als Mitgesellschafter aufzunehmen. Diesen Anteil verkaufte Felix Buttersack aus seinem Anteil von 37,5 Prozent, wofür Buttersack 13,4 Prozent aus dem Bestand der Familie Huck übernahm, und mit rund 26 Prozent des Kapitals immer noch zweitgrößter Gesellschafter blieb. Nach der Transaktion hielten dann Andreas Huck 29,16 Prozent, Buttersack 26,4 Prozent, Springer 24,99 Prozent, Ludwig Vogl 12,5 Prozent und Harald Huck 6,95 Prozent. Neues Kapital hatte diese Verschiebung der Anteile nicht eingebracht. Die Operation wurde 1982 vom Bundeskartellamt untersagt, so dass Springer sich wieder aus dem Verlag zurückziehen musste.
Dafür beteiligte sich 1982 der Verleger Dirk Ippen an der Münchner Zeitungsgruppe mit den Zeitungen Münchner Merkur und tz, der durch seine Beteiligungsgesellschaften Westfälischer Anzeiger Verlagsgesellschaft mbH & Co. KG (unter anderem Verlag des Westfälischen Anzeigers) und F. Wolff & Sohn KG (unter anderem Verlag der Leine-Deister-Zeitung) und weitere Schachtelbeteiligungen, die inzwischen in einzelne Verlage für den Münchner Merkur und die tz aufgeteilte Münchner Zeitungsgruppe vollständig kontrolliert. Unter derselben Adresse wie der Münchner Merkur hat auch die Ippen Digital GmbH & Co. KG ihren Sitz, die Zentralredaktion aller Webauftritte der Zeitungsgruppe Ippen.
Seit 1995 veranstaltet der Münchner Merkur gemeinsam mit dem Bayerischen Fußball-Verband den Merkur Cup, der mit jährlich rund 450 teilnehmenden Mannschaften aus dem Verbreitungsgebiet der Zeitung als größtes E-Jugend-Turnier der Welt gilt. Die Leser der Zeitung stimmen seit 1996 jährlich über die Vergabe des Merkur-Theaterpreises ab.
Chefredakteure
- 1948–1963: Felix Buttersack
- 1963–1973: Kurt Wessel
- 1973–1975: Franz Wördemann
- 1975–1983: Paul Pucher
- 1983–1995: Werner Giers
- 1995–2000: Peter Fischer
- 2000–2000: Monika Zimmermann
- 2000–2002: Wilhelm Christbaum
- 2001–2007: Ernst Hebeker
- 2007–2013: Karl Schermann
- 2014–2016: Bettina Bäumlisberger[18]
- seit 2016: Georg Anastasiadis (bis Juli 2016 interim)

## Auflage
Der Münchner Merkur hat wie die meisten deutschen Tageszeitungen in den vergangenen Jahren an Auflage eingebüßt. Die verkaufte Auflage ist in den vergangenen 10 Jahren um durchschnittlich 2,3 % pro Jahr gesunken. Im vergangenen Jahr hat sie um 3,1 % abgenommen. Sie beträgt gegenwärtig 155.521 Exemplare. Der Anteil der Abonnements an der verkauften Auflage liegt bei 81,5 Prozent.
| 1998   | 1999   | 2000   | 2001   | 2002   | 2003   | 2004   | 2005   | 2006   | 2007   | 2008   | 2009   | 2010   | 2011   | 2012   | 2013   | 2014   | 2015   | 2016   | 2017   | 2018   | 2019   | 2020   | 2021   | 2022   | 2023   | 2024   |
| ------ | ------ | ------ | ------ | ------ | ------ | ------ | ------ | ------ | ------ | ------ | ------ | ------ | ------ | ------ | ------ | ------ | ------ | ------ | ------ | ------ | ------ | ------ | ------ | ------ | ------ | ------ |
| 207182 | 207437 | 209223 | 207939 | 206527 | 205011 | 205522 | 203962 | 201754 | 200661 | 200540 | 199696 | 196722 | 195105 | 194612 | 193034 | 189105 | 186310 | 182177 | 178575 | 174802 | 171178 | 170988 | 164998 | 159869 | 155389 | 150542 |

## Strategie
Mitte der 2000er Jahre hat die Zeitung den Anteil von selbst recherchierten Berichten stark ausgebaut. Vor allem im politischen Bereich – beispielsweise bei der Hohlmeier-Affäre, den Turbulenzen innerhalb der CSU im Zuge der Pauli-Stoiber-Affäre sowie beim Sturz des Ministerpräsidenten Günther Beckstein – gab es einige investigative Leistungen der Redaktion.
Der Münchner Merkur leistete sich nach der Übernahme durch Ippen, die mit einer erheblichen Personalreduktion einherging, zwei Korrespondenten in der Bundeshauptstadt. Diese Journalisten waren auch für andere Blätter der Ippen-Zeitungsgruppe (z. B. der Westfälische Anzeiger) tätig; derzeit sind die Stellen vakant. Die bundespolitische Berichterstattung wird von der Politikredaktion in München aus mitbetreut.
Unter Chefredakteur Karl Schermann führte die Redaktion 2007 einen umfassenden Relaunch des Blattes durch.
Im Jahr 2016 entschied Verleger Ippen, die Lokalredaktion des Münchner Merkur mit der Lokalredaktion der tz zusammenzulegen. Die Entscheidung wurde seitens der Geschäftsleitung als Reaktion auf massiven Beilagen- und Anzeigenrückgang begründet, unter anderem vom Bayerischen Journalisten-Verband kritisiert, da sie einen Verlust an publizistischer Pluralität und journalistischer Vielfalt zur Folge habe. 2018 folgte der nächste Schritt zu einer Fusionierung der beiden Ippen-Blätter mit der Gründung einer Merkur tz Redaktions GmbH sowie der Zusammenlegung der Sportredaktionen von Münchner Merkur und tz.

## Lokalausgaben und Erscheinungsgebiet des Münchner Merkurs
Sein Hauptverbreitungsgebiet sind München Landeshauptstadt, Rosenheim Stadt sowie die Landkreise Bad Tölz-Wolfratshausen, Dachau, Ebersberg, Erding, Freising, Fürstenfeldbruck, Garmisch-Partenkirchen, Miesbach, München, Rosenheim, Starnberg und Weilheim-Schongau (MA-2008). Sie erscheinen hier somit teilweise als Kopfblätter des Münchner Merkur. Entsprechend der unternehmerischen Strategie des Verlegers Dirk Ippen ist die Blickrichtung der Redaktionen stark auf lokale Ereignisse ausgerichtet. Deshalb sind die Lokalredaktionen personell stärker besetzt, während die Mantelressorts Politik, Sport und Wirtschaft eine Zeit lang überwiegend mit Texten aus Presseagenturen arbeiteten.
| Ausgabe | Verkaufte Auflage |
| --- | ----------------- |
| Dachauer Nachrichten | 11.304            |
| Ebersberger Zeitung | 9632              |
| Erdinger Anzeiger / Dorfener Anzeiger | 13.968            |
| Freisinger Tagblatt | 10.458            |
| Fürstenfeldbrucker Tagblatt | 13.230            |
| Garmisch-Partenkirchner Tagblatt / Murnauer Tagblatt | 12.084            |
| Isar-Loisachbote / Geretsrieder Merkur | 6683              |
| Tölzer Kurier | 8129              |
| Miesbacher Merkur / Holzkirchner Merkur / Tegernseer Zeitung                                                                                                 | 12.981            |
| Starnberger Merkur | 8295              |
| Münchner Merkur – Zeitung für das Würmtal Münchner Merkur – Südlicher Landkreis München (ausgenommen Würmtal) Münchner Merkur – Nördlicher Landkreis München | 12.109            |
| Weilheimer Tagblatt/Penzberger Merkur Schongauer Nachrichten                                                                                                 | 9880              |

## Münchner Merkur und Oberbayerisches Volksblatt
Eng verbunden ist der Münchner Merkur mit dem Oberbayerischen Volksblatt (OVB) in Rosenheim, das den Mantel vom Merkur übernimmt. Häufig wird das OVB deshalb ebenfalls zu den Lokalausgaben des Merkurs gezählt; das ist insofern nicht richtig, da zwischen dem OVB und dem Merkur kein redaktioneller und technischer Verbund besteht wie zwischen den einzelnen Lokalausgaben des Merkurs. Das OVB wiederum besitzt eigene Lokalausgaben im Raum rund um den Chiemsee.
Diese sind:
- Oberbayerisches Volksblatt
- Mangfall-Bote
- Chiemgau-Zeitung
- Wasserburger Zeitung
- Mühldorfer Anzeiger
- Waldkraiburger Nachrichten
- Neumarkter Anzeiger